# Kiyohime
Kiyohime (jap. 清姫), znana również jako Kiyo – imię bohaterki japońskiej legendy, córki zarządcy wsi, która z nienawiści do mężczyzny stała się potworem pragnącym zemścić się na niedoszłym mężu za odrzucenie miłości.

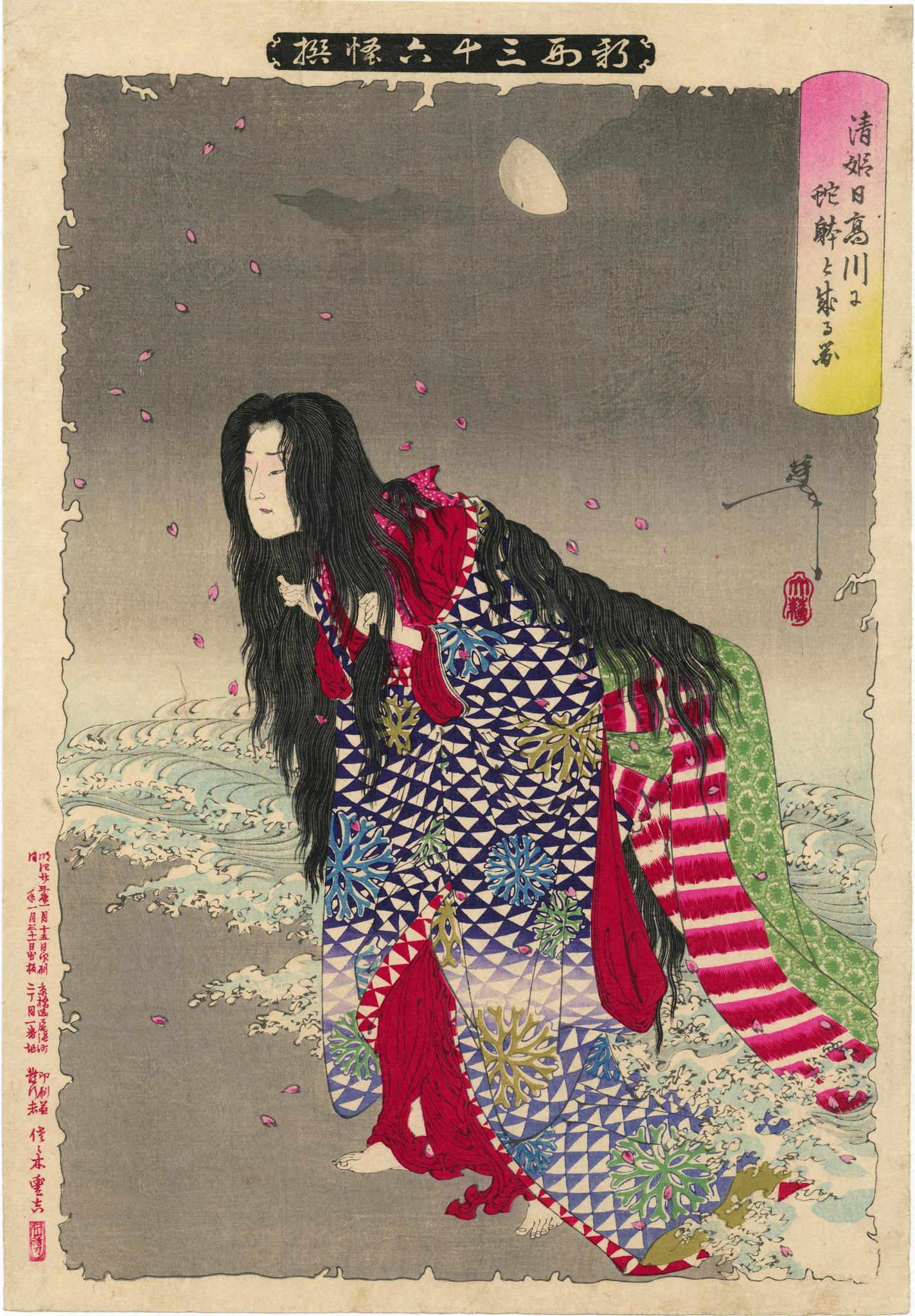
Yoshitoshi Tsukioka (XIX w.), Kiyohime zmieniająca się w węża

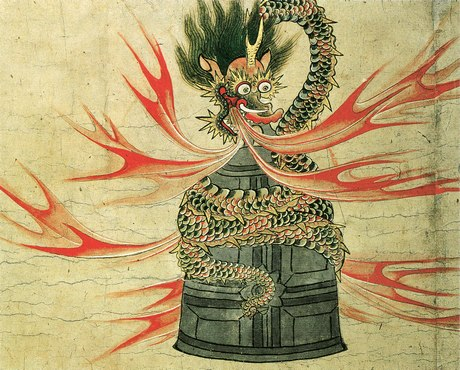
Mitsushige Tosa (XVI w.), Kiyohime roztapia dzwon z ukrytym pod nim mnichem

W prefekturze Wakayama znana jest legenda o mnichu buddyjskim o imieniu Anchin, który podczas jednej z podróży zatrzymał się w domu zarządcy w posiadłości ziemskiej (shōen), Kiyotsugu. Gorąco go tam przywitano i zaoferowano nocleg. Serce Anchina pragnęło ciszy świątyni, dźwięków wieczornych dzwonków i śpiewów sutr (jap. kyō), ale mrok już zapadał, a mnich był bardzo zmęczony. Tak więc Anchin dał się przekonać i poszedł odpocząć w przygotowanym dla niego pokoju.
Gdy tylko usiadł w nim do medytacji, córka pana ziemskiego przyszła go zobaczyć, a potem poszła do ojca i spytała, kim jest ten nieznajomy. Jej ojciec żartując powiedział, iż jest to mnich, który pewnego dnia zostanie jej mężem. Kiyohime słysząc to, uwierzyła ojcu, a następnie na palcach podkradła się do sypialni, w której spał Anchin. Tam delikatnie ułożyła się obok śpiącego mnicha.
Po przebudzeniu Anchin zapytał Kiyohime, kim ona jest. Odpowiedziała, iż jest jego przyszłą żoną. Serce mnicha należało jednak do świątyni, więc pożegnał się i zaczął przygotowywać do drogi. Widząc to, dziewczyna zapytała, jak mnich może ją zostawiać samą. Zapewnił ją, że jeszcze do niej wróci. Jednak, wraz z powrotem do życia w świątyni, przestał o niej myśleć.
Kiyohime czekała cierpliwie w domu ojca na powrót ukochanego, ale czas mijał, a Anchin nie wracał. Po pewnym czasie nabrała pewności, że mnich o niej zapomniał i dała upust rozpaczy w narastającej nienawiści, która rozpaliła się w niej i napełniła jej ciało. Działo się tak do chwili, aż zmieniła się w węża i ruszyła w pościg za mnichem, docierając do świątyni Dōjō-ji, w której przebywał Anchin (w innej wersji legendy Kiyo zamieniła się w węża, płynąc przez rzekę Hidaka w pogoni za mnichem, który nie zabrał jej na łódź).
Mnich widząc potwora, domyślił się, że jest to Kiyohime, która przybyła, aby się na nim zemścić. Schronił się więc pod świątynnym dzwonem, lecz Kiyo w postaci potężnego węża (smoka) obracała dzwonem tak, aż dzwon zaczął płonąć wraz z mnichem wewnątrz niego. 
Według legendy, duch kobiety odszedł do rzeki Hidaka, przepływającej w pobliżu świątyni. Przez następne czterysta lat w świątyni nie było dzwonu. Po tym czasie zrobiono nowy i przywieziono go do świątyni, ale gdy to uczyniono, pojawiła się koło niego tajemnicza, tańcząca dziewczyna. Rzuciła się na dzwon i ku zdumieniu wszystkich zebranych zniknęła bez śladu, jakby została wchłonięta przez niego. Od tego momentu dzwon nie bił, lecz zawodził i wył okropnym głosem. A za każdym razem, gdy się odezwał, nieszczęście nawiedzało Wakayamę. W końcu nikt nie mógł dłużej tego znieść, więc dzwon zdjęto i zakopano.
Pozostał w ziemi przez kolejne dwieście lat, aż Hideyoshi Toyotomi (przywódca polityczny i militarny, 1536–1598) nakazał, by go odkopano i zabrano do świątyni Myōman-ji. Tam też mnisi modlili się, aby przynieść spoczynek udręczonym duszom Anchina i Kiyohime. Z czasem dźwięk dzwonu stał się piękny, zabarwiony świadomością pokonania cierpienia (jap. ku; sanskr. duhkha). Dzwon znajduje się w Myōman-ji do dziś.